# 2089 Cetacea
A 2089 Cetacea (ideiglenes jelöléssel 1977 VF) a Naprendszer kisbolygóövében található aszteroida. Norman G. Thomas fedezte fel 1977. november 9-én.